# Иру Хечанови
Ирина Иру Хечанови (груз. ირინა „ირუ” ხეჩანოვი; Тбилиси, 3. децембар 2000), такође мононимно позната као Иру (Iru, стилизовано великим словима), грузијска је певачица и ауторка музике. Као чланица девојачке групе Candy победила је на Дечјој песми Евровизије 2011. са песмом Candy Music. Године 2023. победила је у петој сезони Гласа Грузије, чиме је освојила право да представља Грузију на Песми Евровизије 2023. која ће се одржати у Ливерпулу, у Уједињеном Краљевству.

## Биографија
Хечанови је рођена 3. децембра 2000. у Тбилисију. Она је јерменског порекла. Као дете учествовала је на разним певачким такмичењима. 2011. године, на свој једанаести рођендан, представљала је Грузију на Дечјој песми Евровизије 2011. у Јеревану, Јерменија, као чланица девојачке групе Candy. Група је победила на такмичењу са 108 бодова.
У 2019, Хечанови је била учесник Грузијског идола. Године 2021. објавила је свој дебитантски соло сингл No Jerk Around Me.
2022. године, Хечанови је наступила на Дечјој песми Евровизије 2022. као део медлија претходних победника. Она је такође била коауторка песме I Believe Маријам Бигваве, грузијске песме за Дечју песму Евровизије 2022. која је завршила на трећем месту.
Касније те године, Хечанови је учествовала у петој сезони Гласа Грузије. Победила је на такмичењу 2. фебруара 2023, чиме је освојила право да представља Грузију на Песми Евровизије 2023. Њена песма Echo објављена је 16. марта 2023, а она ће наступити у другом полуфиналу 11. маја 2023.
| Наступи и разултати на Гласу Грузије | Наступи и разултати на Гласу Грузије       | Наступи и разултати на Гласу Грузије | Наступи и разултати на Гласу Грузије |
| Рунда                                | Песма                                      | Оригинални извођач(и)                | Резултат                             |
| ------------------------------------ | ------------------------------------------ | ------------------------------------ | ------------------------------------ |
| Слепе аудиције                       | Never Enough                               | Лорен Алред                          | Придружила се тиму Дате Порчикизе    |
| Битке                                | Leave the Door Open                        | Silk Sonic                           | Прошла                               |
| Четвртфинала                         | Smells Like Teen Spirit / Around The World | Nirvana / Daft Punk                  | Прошла                               |
| Полуфинале                           | Rise Like a Phoenix                        | Кончита Вурст                        | Прошла                               |
| Финале                               | Euphoria                                   | Лорен                                | Победница                            |

## Дискографија

### Синглови
- 2021 – No Jerk Around Me
- 2022 – Not Like Today
- 2022 – Tu mama
- 2023 – Idea
- 2023 – Echo